# John Baldwin (patinage artistique)
Pour les articles homonymes, voir John Baldwin et Baldwin.
John Baldwin Jr., né le 18 octobre 1973 à Dallas, est un patineur artistique américain. Sa partenaire en couple est Rena Inoue. Baldwin et Rena Inoue patinent ensemble depuis 2000, et ils ont été deux fois champions américains. Également, ils sont le premier couple à avoir réussi le triple Axel lancé en compétition.

## Biographie

### Vie personnelle
John Baldwin provient d'une famille de patineurs. Son père, John Baldwin Sr., était un patineur en simple durant les années soixante. Son frère, Don, a fait de la compétition en simple et patine maintenant en couple avec Tiffany Vise.
John a demandé sa partenaire Rena Inoue en mariage, sur la glace immédiatement après leur programme libre, lors des championnats des États-Unis en janvier 2008.

### Carrière sportive
John a commencé à patiner à l'âge de deux ans. Au début de sa carrière, John était un patineur en simple et il fait partie de l'équipe américaine depuis 1986. Ses meilleurs résultats lors de sa carrière en simple est une médaille de bronze aux championnats du monde junior en 1990 et une 9e place aux championnats américains de niveau senior en 1995.
John s'est tourné vers le patinage en couple lorsqu'il a constaté qu'il ne pourrait pas maîtriser les quadruples sauts pour rivaliser avec l'élite mondiale. Avec l'aide de son père, il s'est mis à la recherche d'une partenaire. John a patiné brièvement avec Tristan Colell au début des années 1990. Ils ont participé aux championnats du monde junior en 1992.
En décembre 1999, John Baldwin a rencontré Rena Inoue qui avait recommencé l'entraînement depuis un mois à la suite d'un traitement contre le cancer. Leur association fut officiel en 2000, et ils ont participé aux championnats américains de 2001 où ils ont terminé 11e.
La saison suivante, ils se sont classés 4e aux championnats américains et furent envoyés aux Quatre continents. Ils ont terminé en 7e à leur première compétition internationale.
À la saison 2002/2003, ils ont participé au Grand Prix ISU pour la première fois. Aux championnats américains, ils ont remporté  une médaille de bronze. Ils durent, par contre, déclarer forfait pour le Quatre continents. Envoyés aux championnats du monde 2003 pour la première fois, ils terminent 10e.
Durant la saison 2003/2004, ils ont amélioré leurs résultats au Grand Prix ISU et ont remporté leur premier titre national. Aux Quatre continents, ils terminent 4e et obtiennent une 10e place à nouveau aux championnats du monde 2004.

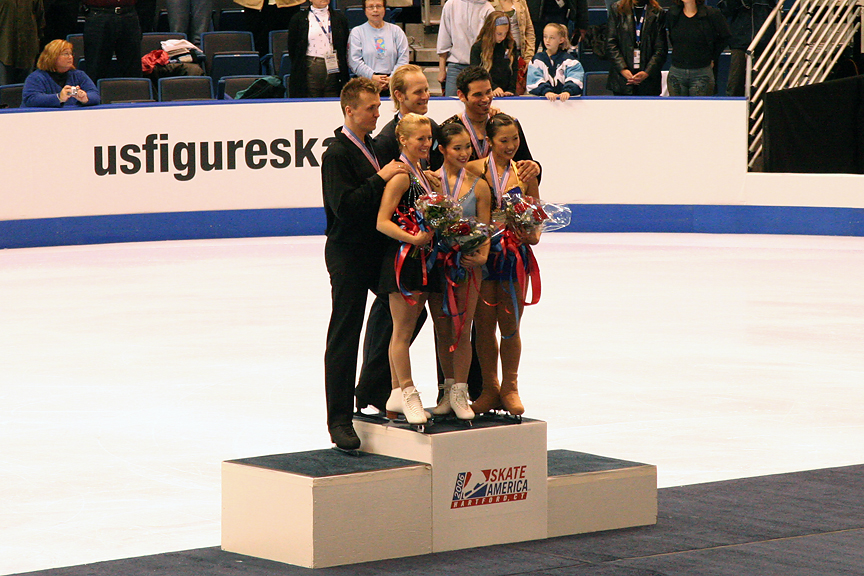
Gauche à droite Zagórska/Siudek, Inoue/Baldwin, Nam/Leftheris à Skate America 2006.

La saison suivante, ils remportent leur première médaille dans une compétition du Grand Prix, et se qualifient pour la Finale par la même occasion. Ils terminent 6e à la Finale du Grand Prix 2004/2005. Aux championnats américains, ils glissent en deuxième place et se classent 11e aux championnats du monde.
À la saison 2005/2006, Inoue et Baldwin remportent une médaille à une de leurs compétitions du Grand Prix. Lors des championnats américains 2006, ils deviennent le premier couple à réussir un triple Axel lancé en compétition. Ils sont envoyés aux Quatre continents, qu'ils ont remporté. Durant les Jeux olympiques de 2006, ils ont réussi à nouveau le triple Axel lancé. Ils deviennent par la même occasion le premier couple à réussir cet élément dans une compétition internationale et olympique. Ils ont terminé 7e. Lors des championnats du monde 2006, ils ont terminé 4e.
La saison suivante, Inoue et Baldwin ont remporté l'or à Skate America, suivi d'une médaille d'argent à Skate Canada et au Trophée Éric-Bompard. Ils se qualifient pour la Finale, où ils ont terminé 4e. Aux championnats américains, ils remportent la médaille d'argent. Envoyé aux Quatre continents, ils gagnent la médaille de bronze, suivie d'une huitième place aux championnats du monde 2007.

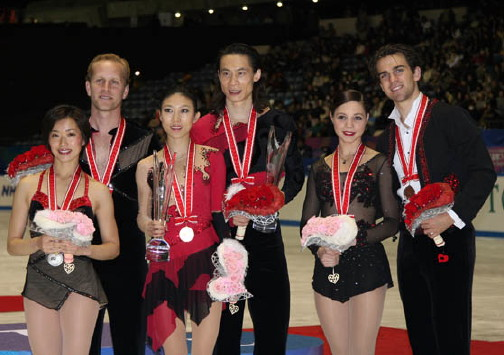
Gauche à droite Inoue/Baldwin, Pang/Tong, Dubé/Davison au Trophée NHK 2008.

Pour la saison 2007/2008, ils ont pris la décision de ne pas faire les compétitions du Grand Prix. Ils sont revenus à la compétition pour les championnats américains en janvier 2008, où ils ont terminé 2e. Tout juste après leur programme libre, John profita de l'occasion pour demander Rena en mariage, alors qu'ils étaient toujours sur la glace. Aux Quatre continents, ils ont terminé 4e suivi d'une 10e place aux championnats du monde 2008.
La saison suivante, Inoue et Baldwin ont terminé 5e à Skate America et remporté une médaille d'argent au Trophée NHK. Lors des championnats des États-Unis, ils ont terminé troisième, devancés par 2 jeunes couples. Les États-Unis n'avaient que deux places disponibles pour les championnats du monde, Inoue/Baldwin furent relégués au rang de remplaçants. Leur dernière compétition de la saison fut le Quatre continents, où ils ont terminé 7e.

### Changements d'entraîneur
Inoue et Baldwin se sont entraînés avec Jill Watson de 2000 à 2004. Ensuite, ils se sont joints à Peter Oppegard jusqu'en 2007. Par la suite, ils se sont entraînés avec Philipp Mills. Le 15 mai 2009, Inoue et Baldwin ont annoncé qu'ils quittaient Philipp Mills pour se joindre à Jenni Meno et Todd Sand.

## Palmarès

### En individuel
| Compétition                   | 1990 | 1991 | 1992 | 1993 | 1994 | 1995 | 1996 | 1997 | 1998 | 1999 | 2000 |  |  |  |  |  |  |  |  |  |  |
| Championnats des États-Unis   |      |      |      |      | 13e  | 9e   | 11e  | 13e  | 12e  | 13e  | 15e  |  |  |  |  |  |  |  |  |  |  |
| Championnats du monde juniors | 3e   |      |      |      |      |      |      |      |      |      |      |  |  |  |  |  |  |  |  |  |  |
|                               |      |      |      |      |      |      |      |      |      |      |      |  |  |  |  |  |  |  |  |  |  |

### En couple artistique
Avec deux partenaires :
- Tristan Colell (1 saison : 1991-1992)
- Rena Inoue (10 saisons : 2000-2010)

| Compétition                   | 1992    | ... | 2000    | 2001    | 2002    | 2003    | 2004    | 2005    | 2006    | 2007    | 2008    | 2009    | 2010    |  |  |  |  |  |  |  |  |
| Jeux olympiques d'hiver       |         |     |         |         |         |         |         |         | 7e      |         |         |         |         |  |  |  |  |  |  |  |  |
| Championnats du monde         |         |     |         |         |         | 10e     | 10e     | 11e     | 4e      | 8e      | 10e     |         |         |  |  |  |  |  |  |  |  |
| Quatre continents             |         |     |         |         | 7e      | F       | 4e      | F       | 1er     | 3e      | 4e      | 4e      | F       |  |  |  |  |  |  |  |  |
| Championnats des États-Unis   |         |     |         | 11e     | 4e      | 3e      | 1er     | 2e      | 1er     | 2e      | 2e      | 3e      | 3e      |  |  |  |  |  |  |  |  |
| Championnats du monde juniors | 9e      |     |         |         |         |         |         |         |         |         |         |         |         |  |  |  |  |  |  |  |  |
|                               |         |     |         |         |         |         |         |         |         |         |         |         |         |  |  |  |  |  |  |  |  |
| Grand Prix ISU                | 1991/92 | ... | 1999/00 | 2000/01 | 2001/02 | 2002/03 | 2003/04 | 2004/05 | 2005/06 | 2006/07 | 2007/08 | 2008/09 | 2009/10 |  |  |  |  |  |  |  |  |
| Finale du Grand Prix          |         |     |         |         |         |         |         | 6e      |         | 4e      |         |         |         |  |  |  |  |  |  |  |  |
| Skate America                 |         |     |         |         |         |         |         | 3e      | 2e      | 1er     |         | 5e      |         |  |  |  |  |  |  |  |  |
| Skate Canada                  |         |     |         |         |         |         |         |         |         | 2e      |         |         |         |  |  |  |  |  |  |  |  |
| Coupe d'Allemagne             |         |     |         |         |         | 5e      |         |         |         |         |         |         |         |  |  |  |  |  |  |  |  |
| Coupe de Chine                |         |     |         |         |         |         | 5e      |         |         |         |         |         |         |  |  |  |  |  |  |  |  |
| Trophée de France             |         |     |         |         |         |         |         |         | 4e      | 2e      |         |         | 4e      |  |  |  |  |  |  |  |  |
| Coupe de Russie               |         |     |         |         |         | 5e      |         |         |         |         |         |         |         |  |  |  |  |  |  |  |  |
| Trophée NHK                   |         |     |         |         |         |         | 4e      | 4e      |         |         |         | 2e      | 3e      |  |  |  |  |  |  |  |  |
| Légende : F = Forfait         |         |     |         |         |         |         |         |         |         |         |         |         |         |  |  |  |  |  |  |  |  |